# Serbia en los Juegos Olímpicos de Londres 2012
Serbia estuvo representada en los Juegos Olímpicos de Londres 2012 por un total de 115 deportistas que compitieron en  deportes. Responsable del equipo olímpico fue el Comité Olímpico de Serbia, así como las federaciones deportivas nacionales de cada deporte con participación.
El portador de la bandera en la ceremonia de apertura fue el tenista Novak Đoković.

## Medallistas
El equipo olímpico de Serbia obtuvo las siguientes medallas:
| Nombre           | Deporte   | Competición                  |
| ---------------- | --------- | ---------------------------- |
| Oro              |           |                              |
| Milica Mandić    | Taekwondo | +67 kg F                     |
| Plata            |           |                              |
| Ivana Maksimović | Tiro      | Rifle en 3 posiciones 50 m F |
| Bronce           |           |                              |
| Andrija Zlatić   | Tiro      | Pistola de aire 10 m M       |
| Equipo           | Waterpolo | Torneo M                     |